# اشرف‌آقا حریری

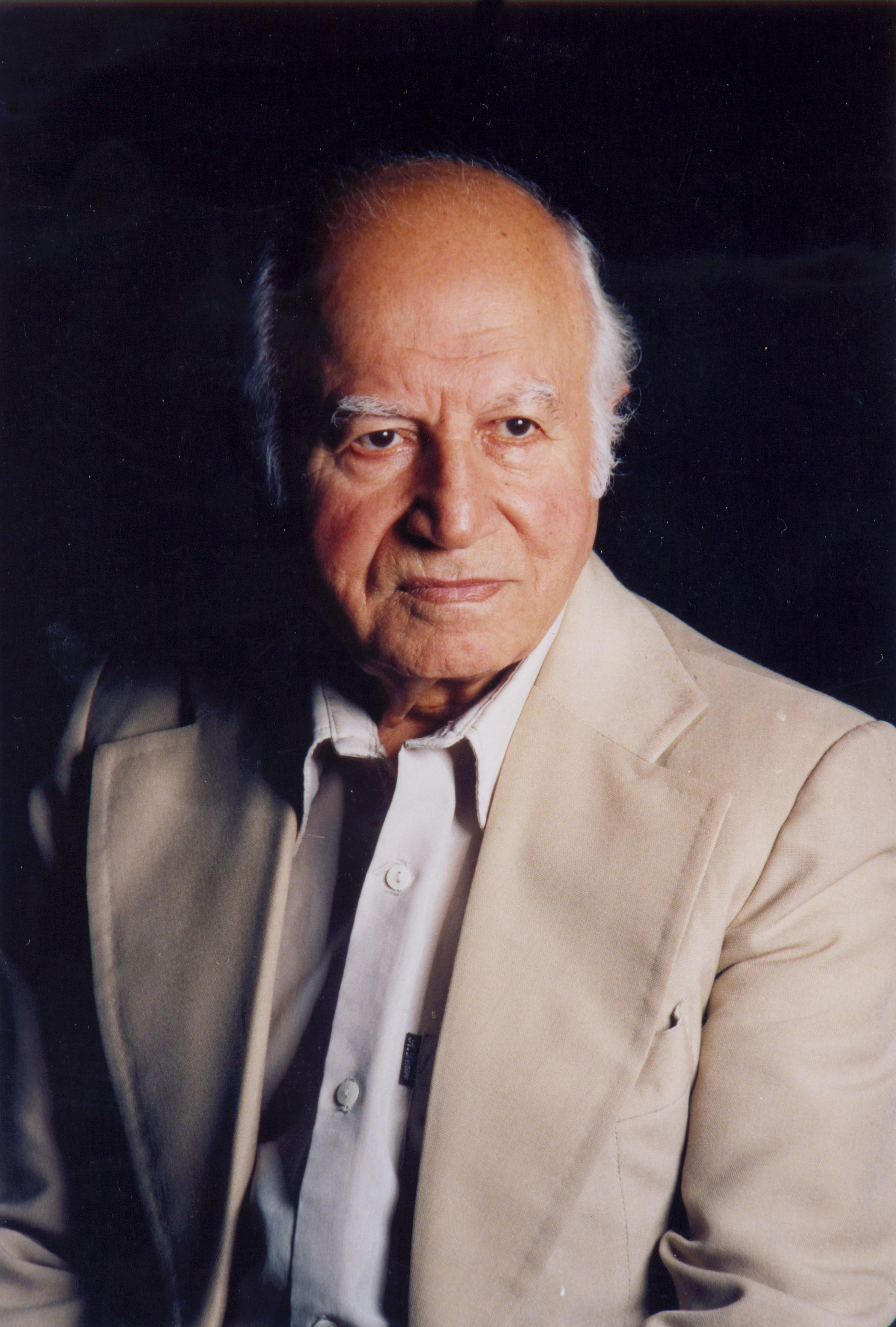
اشرف آقا حریری

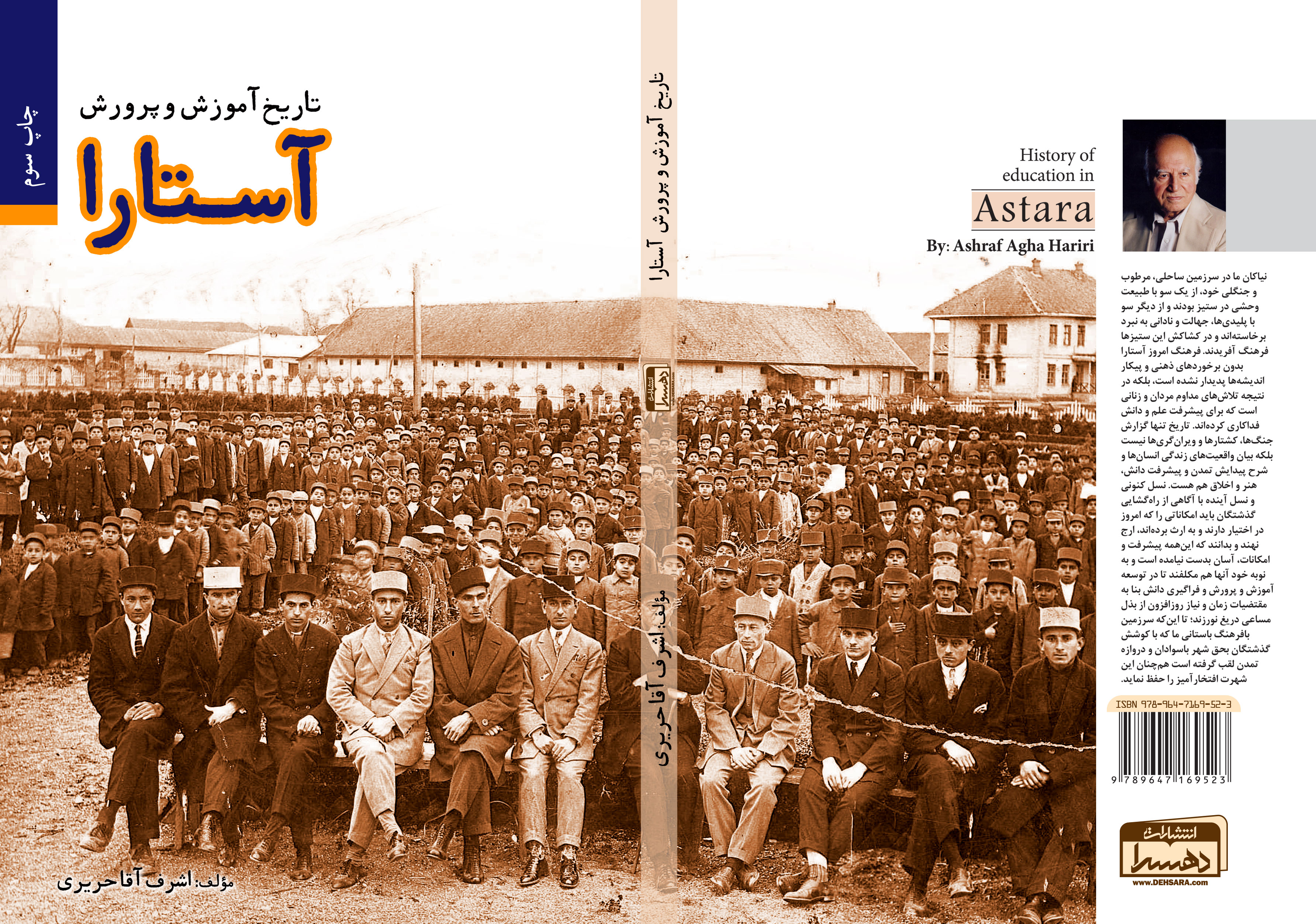
تاریخ آموزش و پرورش آستارا

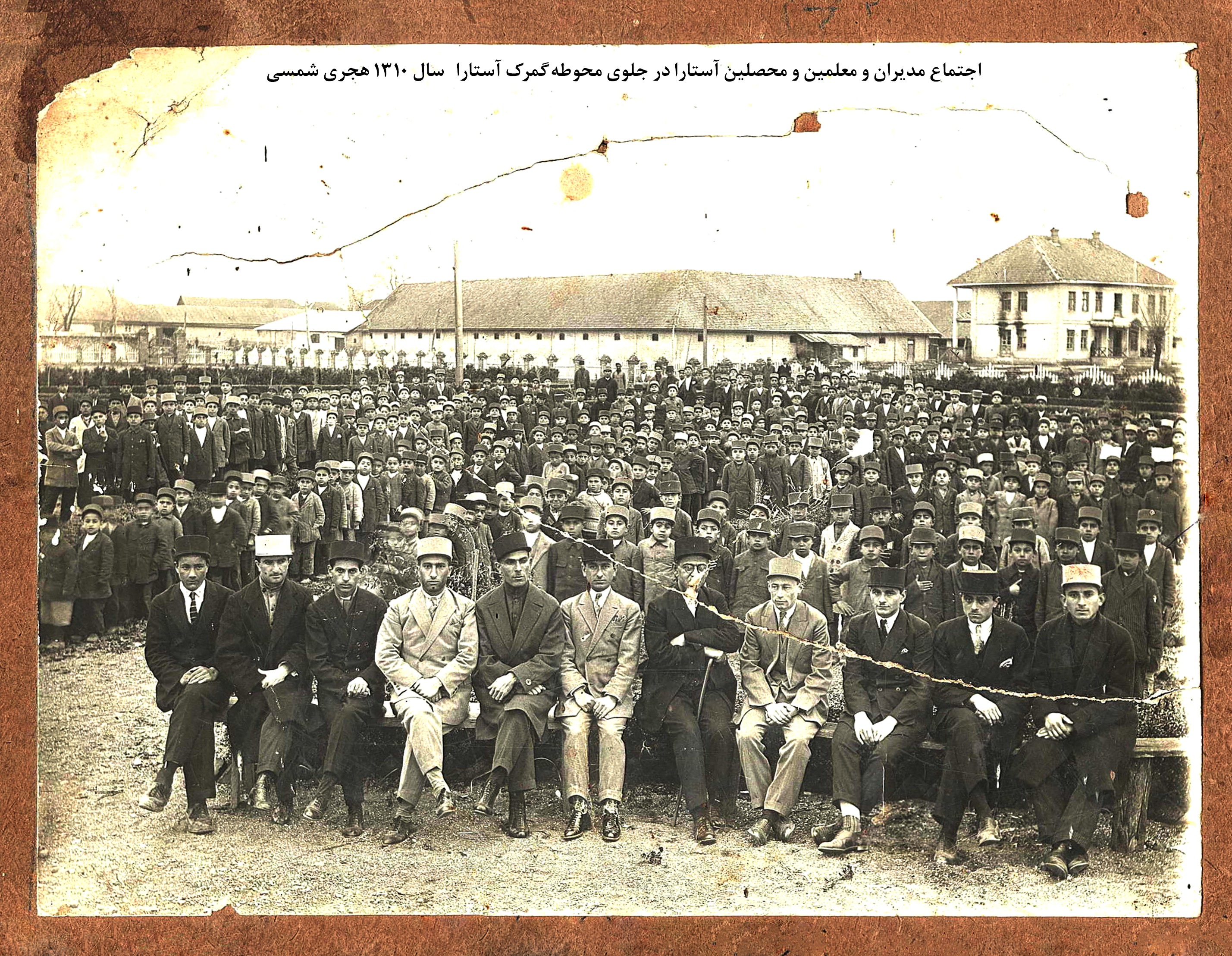
عکسی بسیار مهم از معلمین آستارا

اشرف‌آقا حریری (زاده ۱۳۰۴ در آستارا - درگذشته ۱۳۹۳ در آستارا) نویسنده و سیاست‌مدار اهل ایران و نویسنده کتاب تاریخ آموزش و پرورش آستارا و آستارا در گذر تاریخ است. وی همچنین دانش‌آموخته زبان و ادبیات فرانسه از دانشگاه تبریز، دبیر بازنشسته آموزش و پرورش، رئیس دبیرستان حکیم نظامی استارا و نماینده آستارا در دوره بیست و چهارم مجلس شورای ملی بود. حریری برای اعلام همبستگی با انقلاب ۱۳۵۷ از نمایندگی مجلس استعفا داد.
نشان فرهنگ و یک قطعه نشان پیکار با بی‌سوادی از جمله افتخارات دوران آموزشی اشرف‌آقا حریری محسوب می‌شود.

## تألیفات
- آستارا در گذرگاه تاریخ
- تاریخ آموزش و پروش آستارا- چاپ اول 1380 - چاپ دوم 1382 - چاپ سوم اسفند 1403( برای تهیه این کتاب با شماره 09113832558 تماس بگیرید - واتس آپ و تلگرام هم دارد )